# マーシャル・シャポシニコフ
マーシャル・シャポシニコフ（ロシア語: Маршал Шапошников）は、ロシア海軍のウダロイ級駆逐艦の1隻である。太平洋艦隊所属。

## 艦歴
「マーシャル・シャポシニコフ」は1982年3月18日にカリーニングラードのバルト海造船所「ヤンターリ」にて起工し、1985年12月30日にソビエト連邦海軍に引き渡された。艦名の由来はソ連軍元帥ボリス・ミハイロヴィッチ・シャポシニコフ。
1986年2月2日に太平洋艦隊への配属が決定し、翌年12月26日にウラジオストクに到達した。

## 近代化改修
2016年、「マーシャル・シャポシニコフ」はウラジオストクのダルザヴォド船舶修理センターにて近代化改修を実施した。内容は以下の通りである。
- ミサイルの更新：2番砲塔を撤去し、3S14UKSK多目的VLS16セルに換装。クラブ巡航ミサイルの運用能力を付与するのみならずRPK-5対潜ミサイル四連装発射筒を撤去し、Kh-35U艦対艦ミサイル四連装発射筒2基に換装。対艦攻撃能力を向上させる。
- 艦砲の近代化：AK-100・100mm単装砲2基からステルス砲塔を採用したA-190・100㎜単装砲1基に換装。
- 電子装備の更新

|              | 近代化改修前                                                                                            | 近代化改修後                                                                        |
| ------------ | --- | ----------------------------------------------------------------------------------- |
| 艦砲         | AK-100 70口径100㎜単装砲×2                                                                              | A-190 70口径100㎜単装砲×1                                                           |
| 対空ミサイル | 3K95キンジャール（NATO名称SA-N-9ガントレット）艦対空ミサイル八連装回転式VLS×8                           | 3K95キンジャール（NATO名称SA-N-9ガントレット）艦対空ミサイル八連装回転式VLS×8       |
| 対艦ミサイル | 無し（RPK-5対潜ミサイルで代用）                                                                         | UKSK多目的VLS×16セル（クラブ巡航ミサイル） Kh-35Uウラン艦対艦ミサイル四連装発射筒×2 |
| 対潜兵器     | RPK-5対潜ミサイル四連装発射筒×2 RBU-6000 212㎜対潜ロケット12連装発射機×2 PTA-53 533㎜四連装魚雷発射管×2 | RBU－6000 212㎜対潜ロケット12連装発射機×2 PTA-53 533㎜四連装魚雷発射管×2            |
| 機銃         | AK-630 30㎜CIWS×4                                                                                       | AK-630 30㎜CIWS×4                                                                   |